# Werner Kugler (Fossiliensammler)
Werner Kugler (* 21. September 1942 in Crailsheim; † 19. März 2018 ebenda) war ein deutscher Fossiliensammler.

## Leben
Kugler war hauptberuflich Heizungs- und Sanitärinstallateur, stammte aus Crailsheim und begann in den 1970er Jahren im Muschelkalk und Lettenkeuper der Umgebung zu sammeln, zunächst Seelilien aus dem Trochitenkalk und Kieselhölzer aus dem Keuper.
1985 fand er einen großen Nothosaurier aus dem Lettenkeuper (Grenzbonebed Muschelkalk-Lettenkeuper) in einem Steinbruch in Eschenau (Vellberg) und spätere weitere Reptilien und Panzerlurche wie Mastodonsaurus und Plagiosaurier. Deshalb wurde er schon 1993 vom Focus als Deutschlands Saurierkönig bezeichnet.
1999 erhielt er den Friedrich-von-Alberti-Preis, für seine Verdienste um die Bergung, Präparation und Erhaltung der Saurier des Lettenkeupers von Vellberg-Eschenau und seinen langjährigen tatkräftigen Einsatz als Fossiliensammler für die Erforschung triassischer Wirbeltierfunde aus dem württembergischen Frankenland.
2008 wurde der Panzerlurch Callistomordax kugleri nach ihm benannt.
Seine wertvolle Sammlung stiftete er 2011 der Alberti-Stiftung. Sie ist im Muschelkalkmuseum Hagdorn zu besichtigen. Seine bedeutendsten Funde, die nach den Gesetzen von Baden-Württemberg dem Staat zufallen, sind im Bestand des Staatlichen Museums für Naturkunde Stuttgart.
Er erhielt 2002 von Erwin Teufel die Verdienstmedaille des Landes Baden-Württemberg. Werner Kugler starb am 19. März 2018 nach schwerer Krankheit. Seine Grabstätte befindet sich auf dem Hauptfriedhof in Crailsheim.